# Ланча Бета 15/20HP
Ланча Бета 15-20КС е третият модел на марката след моделите Ланча Алфа и Ланча ДиАлфа.

## История
Моделът е дело на Винченцо Ланча и екипът му. Винченцо е държал да покаже с този модел, че иска неговата марка да тръгне по свой собствен път. Моделът има подобрена конструкция и се отличава с голямата предна решетка с името Ланча. Няколко италиански аристократи се сдобиват с подобен автомобил и показват на европейското общество и автомобилния свят новосъздадената тогава марка Ланча. Тя наистина заема достойно място и очарова с индивидуалност и стил. От моделът освен в Европа се реализират няколко бройки и на пазарите в САЩ и Африка.

## Технически характеристики
- двигател – Типо 55, 28 или 34 конски сили
- механични спирачки
- предавателна кутия

- дължина 3.996 милиметра
- ширина 1.616 милиметра
- междуосие 2.655 милиметра
- тегло 780 килограма

## Производство
От модела са произведени 150 екземпляра.